# Mount Vartdal
Mount Vartdal är ett berg i Antarktis. Det ligger i Västantarktis. Argentina, Chile och Storbritannien gör anspråk på området. Toppen på Mount Vartdal är 1 505 meter över havet.
Terrängen runt Mount Vartdal är varierad. Trakten är obefolkad. Det finns inga samhällen i närheten.